# Wilbert McClure
Wilbert James McClure (ur. 29 października 1938 w Toledo w stanie Ohio, zm. 6 sierpnia 2020) – amerykański bokser, mistrz olimpijski z 1960.
Ukończył studia z zakresu literaturoznawstwa i filozofii na University of Toledo, a w 1973 uzyskał stopień doktora z psychologii na Wayne State University.

## Kariera amatorska
W latach 1959 i 1960 zdobywał tytuł amatorskiego mistrza USA (AAU) w wadze lekkośredniej. Podczas igrzysk panamerykańskich w 1959 w Chicago zdobył złoty medal w tej samej wadze.
Na letnich igrzyskach olimpijskich w 1960 w Rzymie zdobył złoty medal w kategorii lekkośredniej, wygrywając w finale z Carmelo Bossim z Włoch.

## Kariera zawodowa
Krótko po zdobyciu mistrzostwa olimpijskiego rozpoczął karierę zawodową która trwała do 1970, walcząc w wadze średniej. Był w czołówce pięściarzy tej kategorii, ale nigdy nie walczył o tytuł.  Wygrał kolejno 14 walk, ale potem przegrał z takimi bokserami, jak Luis Rodríguez (dwukrotnie), José Torres czy Rubin „Hurricane” Carter (dwukrotnie). W sumie stoczył 33 walki zawodowe, z których wygrał 24 (12 przez nokaut) i  przegrał 9 (2 przez nokaut).